# Axis and Allies (jeu vidéo, 1994)
Pour les articles homonymes, voir Axis and Allies (homonymie).
 (mars 2020).
Si vous disposez d'ouvrages ou d'articles de référence ou si vous connaissez des sites web de qualité traitant du thème abordé ici, merci de compléter l'article en donnant les références utiles à sa vérifiabilité et en les liant à la section « Notes et références ».
Axis and Allies est un jeu vidéo de stratégie au tour par tour sorti en 1994 et fonctionne sur CD-I. Le jeu a été édité par Philips Media. C'est une adaptation du jeu de plateau Axis and Allies.